# Katia Bengana
 (février 2018).
Si vous disposez d'ouvrages ou d'articles de référence ou si vous connaissez des sites web de qualité traitant du thème abordé ici, merci de compléter l'article en donnant les références utiles à sa vérifiabilité et en les liant à la section « Notes et références ».
Katia Bengana ⴽⴰⵜⵢⴰ ⴱⴻⵏ ⴳⵏⴰ, née en 1977 et morte assassinée le 28 février 1994 à Meftah au sud est d'Alger, était une lycéenne algérienne connue pour avoir refusé de porter le hijab, malgré les menaces de mort des islamistes au début de la guerre civile algérienne. Elle devient après sa mort un symbole de la lutte des droits des femmes en Algérie.

## Biographie
À 17 ans, elle refuse de porter le hijab, que les fanatiques religieux tentent d'imposer en Algérie au début de la guerre civile. Au lycée, elle n'hésite pas à afficher ses opinions, ce qui pousse ses camarades gagnés à la cause de la République islamique à lui appliquer l'étiquette de moutabarridja (terme idéologique coranique signifiant dévergondée). Elle est menacée de mort plusieurs fois.

## Assassinat
Entre le 5 janvier et le 28 février 1994, treize femmes sont assassinées par les islamistes pour « mauvaise vie ». Le 28 février, Katia Bengana sort du lycée à Meftah où elle étudie et se dirige vers la maison, accompagnée par une camarade. À quelques centaines de mètres du lycée, deux jeunes fanatisés, anciens élèves de l'établissement, apparaissent soudain de derrière un coin avec un fusil au canon scié (mahchoucha) et font signe à la camarade de Katia de s'éloigner. Celle-là, saisie de peur, prend la fuite et Katia se retrouve seule face aux inconnus. La lycéenne n'a pas le temps de réaliser la signification de ce qui se passe, l'assassin vide son arme sur elle,.
L'assassinat de Katia Bengana n'est pas un geste individuel. Le meurtre de la jeune fille devait servir d'exemple, être un avertissement à toutes les femmes d'Algérie pour leur faire prendre conscience du sort qui les attendait si elles refusaient d'obéir à l'intégrisme islamique. Quelques jours avant Katia Bengana, une étudiante en droit, Amel Zenoune Zouani, est tuée par un groupe armé à Sidi Moussa.

### Manifestation
L'assassinat de Katia Bengana émeut de nombreuses Algériennes. Le 22 mars, à l'appel du Rassemblement algérien des femmes démocrates (RAFD) et de l'Association pour le triomphe des droits des femmes (AITDF), des dizaines de milliers d'entre elles manifestent à Alger, place Addis-Abeba, en scandant des slogans hostiles aux islamistes et en brandissant des portraits de victimes de ces derniers.

### Icône des droits des femmes
La tragédie de Katia Bengana a été étiquetée par la presse intégriste islamique comme « un drame passionnel », au mépris de la lutte du père de l'héroïne algérienne de prendre la parole dans le contexte du pandémonium idéologico-médiatique algérien.